# Whiteno1se

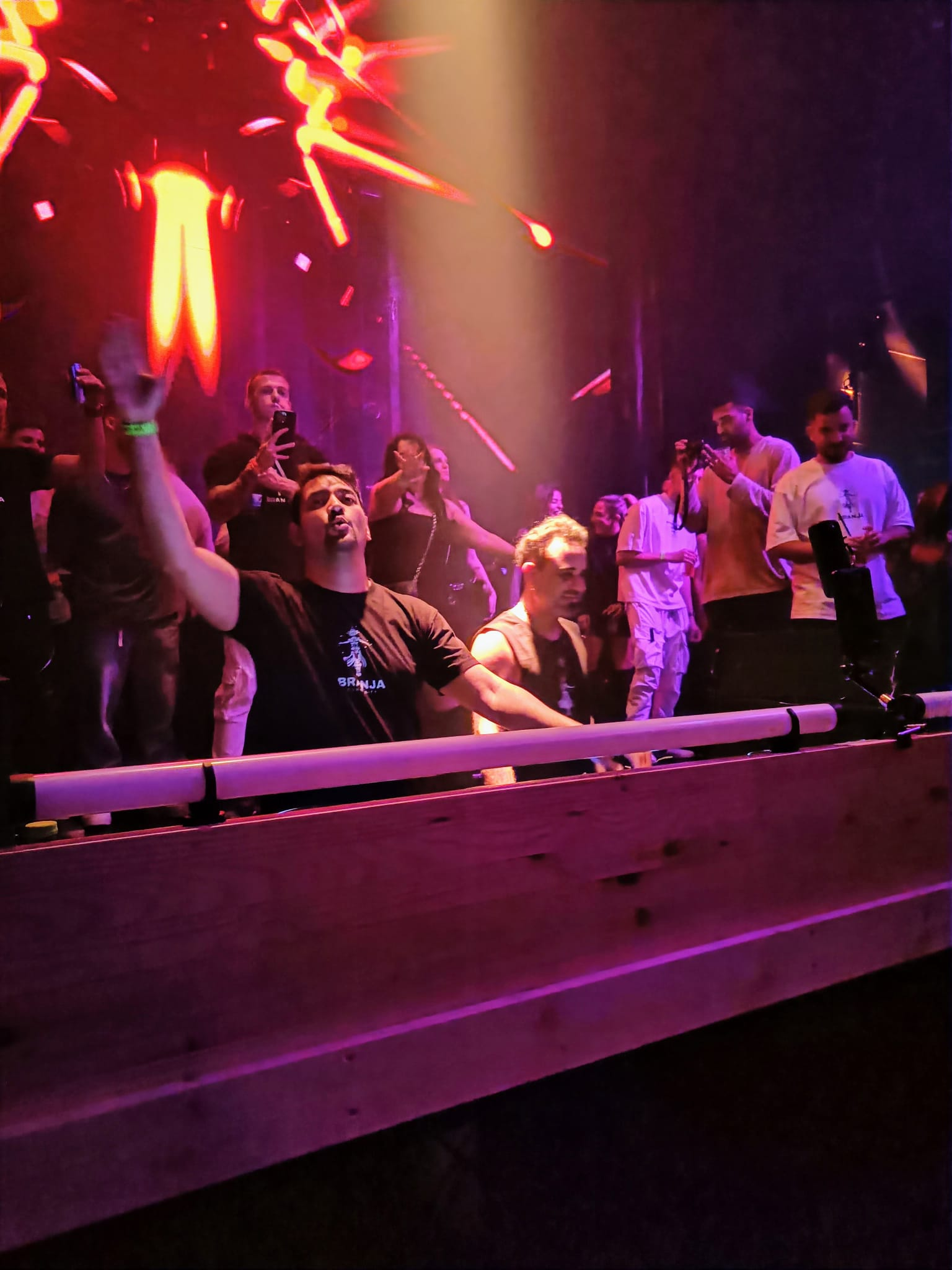
WHITENO1SE tritt 2025 in Tel Aviv auf

WHITENO1SE (geboren als Itay Eliya, hebräisch איתי אליה; * 1987 in Arad, Israel) ist ein israelischer Psytrance-DJ und Musikproduzent. Bekannt wurde er durch seine energiegeladenen Tracks und Auftritte bei elektronischen Musikfestivals weltweit.

## Biografie
Itay Eliya wurde in Arad geboren und begann im Alter von 11 Jahren, Musik zu produzieren. Mit 16 Jahren wählte er den Künstlernamen WHITENO1SE – ein Wortspiel mit „White Noise“, das in der Elektronik für ein gleichmäßiges Rauschen steht. Er erlangte Popularität in der internationalen Psytrance-Szene und spielte bei Festivals wie Tomorrowland, A State of Trance, Dreamstate, Transmission Festival und Electric Daisy Carnival. 2022 gründete er sein eigenes Musiklabel Seven Harmonies.

## Musikalische Karriere
Zu seinen bekanntesten Tracks gehört The Moments I'm Missing, eine Zusammenarbeit mit Ranji und Nina Nesbitt, die über 77 Millionen Streams auf Spotify erzielte. Auch der Track SQUID GAME mit Omiki wurde über 140 Millionen Mal auf YouTube aufgerufen.
Zu seinen weiteren Veröffentlichungen gehören:
- Music Comes to Life (2013)
- Unicorns on a Rocket Launcher (mit Blastoyz)
- Lost in Time (mit Armin Van Buuren, Vini Vici)
- In The Middle (mit Reality Test)

WHITENO1SE hat auch Remixe für Künstler wie Infected Mushroom und Timmy Trumpet produziert.

## Diskografie
(Quelle: )

### Alben
- 2013 – Music Comes to Life

### Ausgewählte Singles
- "Unicorns on a Rocket Launcher"
- "SQUID GAME"
- "In The Middle"
- "The Moments I'm Missing"